# セブンプレミアム北海道十勝おいしい牛乳
セブンプレミアム北海道十勝おいしい牛乳（セブンプレミアム ほっかいどうとかち おいしいぎゅうにゅう）は、セブン&アイ・ホールディングスのプライベートブランドセブンプレミアムの商品。

## 概要
「毎日飲む牛乳は、新鮮で安全・安心な美味しいものを」という顧客ニーズに応えるべく発売されたパック牛乳である。製造メーカーはよつ葉乳業。全国のイトーヨーカ堂、ヨークベニマル、ヨークマートの420店で2014年10月1日に発売が開始され、現在は販売を終了している。牛乳として日本初の900mlの容器を使用していた。シュリンクフレーション（ステルス値上げ）の一種とされている。

## 製品の特徴
- 鮮度とおいしさにこだわり、北海道十勝地区で搾乳された、乳脂肪分3.7％以上、無脂乳固形分8.5％以上の良質な生乳を産地でパックしている。
- 容器に日本製紙が日本大学芸術学部との産学共同研究により完成させた“NP－PAK＋R”を採用し、顧客の要望に合う容量、使いやすさが追求されている。